# Kjell Knops
Kjell Knops (Wijlre, 21 juli 1987) is een voormalig Nederlands profvoetballer die bij voorkeur als verdediger speelde. Hij verruilde medio 2018 Port Vale voor Helmond Sport. Hier beëindigde Knops zijn profcarrière.

## Biografie
Knops doorliep de jeugdopleiding van Roda JC Kerkrade. Hij kwam tot de winterstop van het seizoen 2007/08 uit voor Jong Roda JC en werd toen aan de selectie van het eerste elftal toegevoegd om een blessure van Vincent Lachambre en vertrek van Bas Sibum op te vangen. Hij tekende zijn eerste profcontract in de zomer van 2008. Toen kwam hij tot een akkoord met Roda JC over een verbintenis voor twee jaar. Verder dan één wedstrijd in het eerste en een bekerfinale als bankzitter reikte zijn verblijf bij Roda JC niet. Zijn eerste en enige speelminuten kreeg Knops onder trainer Martin Koopman op 15 november 2008, tegen N.E.C..
Knops speelde in het seizoen 2010/11 een jaar naar amateurvoetbalclub EVV en keerde in 2011 terug in het betaald voetbal, bij MVV Maastricht. Hier tekende hij een contract voor in eerste instantie twee seizoenen, maar bleef hij er vijf. Knops tekende in juni 2016 een contract tot medio 2018 bij Port Vale, op dat moment actief in de League One. Knops miste het gehele seizoen 2017/18 vanwege een knieblessure. In het seizoen 2018/19 speelt hij voor Helmond Sport.

## Clubstatistieken
| Seizoen | Club           | Land      | Competitie     | Duels | Goals |
| ------- | -------------- | --------- | -------------- | ----- | ----- |
| 2007/08 | Roda JC        | Nederland | Eredivisie     | 0     | 0     |
| 2008/09 | Roda JC        | Nederland | Eredivisie     | 1     | 0     |
| 2009/10 | Roda JC        | Nederland | Eredivisie     | 0     | 0     |
| 2011/12 | MVV Maastricht | Nederland | Eerste divisie | 32    | 1     |
| 2012/13 | MVV Maastricht | Nederland | Eerste divisie | 33    | 1     |
| 2013/14 | MVV Maastricht | Nederland | Eerste divisie | 25    | 0     |
| 2014/15 | MVV Maastricht | Nederland | Eerste divisie | 27    | 0     |
| 2015/16 | MVV Maastricht | Nederland | Eerste divisie | 35    | 0     |
| 2016/17 | Port Vale      | Engeland  | League One     | 29    | 0     |
| 2017/18 | Port Vale      | Engeland  | League One     | 0     | 0     |
| 2018/19 | Helmond Sport  | Nederland | Eerste divisie | 16    | 0     |
| Totaal  | Totaal         | Totaal    | Totaal         | 198   | 2     |

1 Van der Steen ·
2 Pachonik ·
3 Van den Eynden ·
4 Halhal ·
5 Scholz  ·
6 Ludwig ·
7 Bisselink ·
8 Ostrc ·
9 Šits ·
10 Golliard ·
11 Daneels ·
12 Ogenia ·
14 Mallahi ·
17 Van Hove ·
19 Ingason ·
21 Hendriks ·
22 Dizdarević ·
23 Aben ·
27 Absalem ·
29 Zimuangana ·
31 Geerts ·
32 Essakkati ·
33 Zonneveld ·
39 Van den Hurk ·
40 Meulendijks ·
40 Farah ·
41 Dekkers ·
41 Davelaar ·
42 El Arnouki ·
47 Doudah ·
52 Van Himbeeck ·
Coach: Maaskant
· Assistent-coach: Bogers
· Assistent-coach: Hikspoors
· Keeperstrainer: Vissers